# Рой Макай
Рудолф (Рой) Антъни Макай (на нидерландски: Rudolphus (Roy) Antonius Makaay) е нидерландски футболист, който играе като нападател за Фейенорд и националния отбор на Нидерландия. Докато играе за Байерн Мюнхен му слагат псевдонима Фантома („Das Phantom“). Роден е на 9 март 1975 в Вейхен (Wijchen) Нидерландия.

## Кариера
Рой Макай е носител на Златната обувка за сезон 2002/03. Качествата му като талантлив голмайстор са оценени още във Витес, в средата на 1990-те години и Рой е привлечен в испанската Примера дивисион от отбора на КД Тенерифе. По-късно с екипа на Депортиво Ла Коруня вкарва 22 гола в 36 мача в своя най-успешен сезон – 1999/2000. През сезон 2002/03 Рой Макай отбелязва 29 гола, с което изравнява клубния рекорд на Бебето отпреди 10 г. Международните му участия за националния отбор по футбол на Нидерландия са ограничени поради наличието на класни нападатели като Патрик Клуйверт, Денис Бергкамп и Рууд ван Нистелрой. Въпреки това Макай играе за страната си на Евро 2000 и Евро 2004. В последния турнир той вкарва срещу Латвия в първия кръг. Има и 31 участия за младежкия национален отбор до 21, с които изравнява рекорда на Арнолд Бругинк.
Първата му среща с екипа на Байерн Мюнхен е в Шампионската лига, сезон 2002/03, когато той вкара хеттрик на Олимпиащадион в Мюнхен на бившия си клуб Депортиво, а „баварците“ побеждават с 3:2. За четири сезона в Байерн Рой Макай отбелязва 78 гола в немската Бундеслига и 17 гола в Шампионската лига.
На 21 август 2006 Рой вкарва за Байерн Мюнхен гол № 3000 в Бундеслигата. На 31 март 2007 вкарва 100-тния си гол с екипа на Байерн Мюнхен, в мач срещу Шалке 04.
На 7 март 2007 Макай вкарва най-бързия гол в историята на Шампионската лига – само 10,2 секунди след първия съдийски сигнал той бележи за Байерн Мюнхен срещу Реал Мадрид.
Рой Макай взима решение да напусне Бундеслигата засегнат от факта, че Байерн Мюнхен привлича нападателите Лука Тони и Мирослав Клозе. През юни 2007 година се завръща в Нидерландия и подписва 3-годишен договор с Фейенорд на стойност € 5 млн. През 2010 слага край на кариерата си. В последния си мач вкарва хеттрик на Хееренвеен.

## Успехи
Депортиво Ла Коруня
- - Примера дивисион – 1999/00
  - Купа на краля – 2002
  - Суперкупа на Испания (2) – 2000, 2002
  - Голмайстор на Примера дивисион – 2002/03 (29 гола)
  - Носител на Златната обувка на УЕФА – 2002/03

 Байерн Мюнхен
- - Купа на Лигата – 2004
  - Бундеслига (2) – 2004/05, 2005/06
  - Купа на Германия (2) – 2005, 2006

 Фейенорд
- - Купа на Нидерландия – 2008